# Campionato italiano di hockey su slittino
Il campionato italiano di hockey su slittino (o sledge hockey) è nato nel 2005; viene organizzato dalla FISG dal 2010, mentre in precedenza era organizzato dal Comitato Italiano Paralimpico.
Il nome ufficiale è dal 2017 Campionato italiano Para Ice Hockey; in precedenza, a partire dalla stagione 2006-07 si era chiamato Campionato italiano Ice Sledge Hockey, mentre dalla fondazione al 2006 era denominato Campionato italiano di hockey su slitta su ghiaccio.

## Storia
La prima edizione si è tenuta nel 2005, sotto l'egida del Comitato Italiano Paralimpico. Lo sledge hockey è approdato in Italia molto tardi: la prima partita è stata giocata solo nel febbraio 2003 a Varese, ed un mese dopo è nata la prima squadra, i Tori Seduti (rappresentativa regionale del Piemonte), seguita a settembre dalle South-Tyrol Eagles di Bolzano (rappresentativa regionale dell'Alto Adige) e a dicembre dall'Armata Brancaleone di Varese (rappresentativa regionale della Lombardia). Per due stagioni (2013-14 e 2014-15) le squadre sono state quattro, grazie alla partecipazione delle Aquile Friuli-Venezia Giulia, squadra nata in collaborazione tra la società pontebbana e la squadra austriaca dei Carinthian Steelers, e composta perlopiù da giocatori austriaci.
Il primo torneo ufficiale è stato il Trofeo Nazionale FISD organizzato ancora a Varese nell'aprile 2004; il primo campionato invece fu disputato tra il mese di gennaio e il mese di marzo 2005: 12 incontri da disputarsi, in un torneo di andata e ritorno, tra le tre compagini.
Subito dopo il termine della stagione, nasce la nazionale, in vista dei Giochi paralimpici di Torino 2006. Il primo impegno ufficiale per gli azzurri è stato l'europeo in Repubblica Ceca (10-17 aprile 2005).
Dal 2010 la manifestazione è passata sotto l'organizzazione della Federazione Italiana Sport del Ghiaccio.
Dal 2018 al campionato si è affiancata la Coppa Italia.
Nel 2021 il numero di partecipanti è sceso a 2: a causa del ridotto numero di tesserati, nella stagione 2021-2022 si son provvisoriamente unite la selezione lombarda dell'Armata Brancaleone e quella piemontese dei Tori Seduti, per dare vita al Western Para Ice Hockey Team.
Già dalla stagione successiva si ritornò alla situazione precedente.

## Albo d'oro
| Stagione | Vincitore          | Secondo classificato         | Terzo classificato |
| -------- | ------------------ | ---------------------------- | ------------------ |
| 2005     | Tori Seduti        | Armata Brancaleone           | South-Tyrol Eagles |
| 2005-06  | Tori Seduti        | Armata Brancaleone           | South-Tyrol Eagles |
| 2006-07  | Tori Seduti        | Armata Brancaleone           | South-Tyrol Eagles |
| 2007-08  | South-Tyrol Eagles | Tori Seduti                  | Armata Brancaleone |
| 2008-09  | South-Tyrol Eagles | Tori Seduti                  | Armata Brancaleone |
| 2009-10  | South-Tyrol Eagles | Tori Seduti                  | Armata Brancaleone |
| 2010-11  | South-Tyrol Eagles | Tori Seduti                  | Armata Brancaleone |
| 2011-12  | South-Tyrol Eagles | Tori Seduti                  | Armata Brancaleone |
| 2012-13  | Tori Seduti        | South-Tyrol Eagles           | Armata Brancaleone |
| 2013-14  | South-Tyrol Eagles | Tori Seduti                  | Armata Brancaleone |
| 2014-15  | South-Tyrol Eagles | Tori Seduti                  | Armata Brancaleone |
| 2015-16  | South-Tyrol Eagles | Tori Seduti                  | Armata Brancaleone |
| 2016-17  | South-Tyrol Eagles | Tori Seduti                  | Armata Brancaleone |
| 2017-18  | South-Tyrol Eagles | Tori Seduti                  | Armata Brancaleone |
| 2018-19  | South-Tyrol Eagles | Armata Brancaleone           | Tori Seduti        |
| 2019-20  | South-Tyrol Eagles | Armata Brancaleone           | Tori Seduti        |
| 2020-21  | South-Tyrol Eagles | Armata Brancaleone           | Tori Seduti        |
| 2021-22  | South-Tyrol Eagles | Western Para Ice Hockey Team |                    |
| 2022-23  | South-Tyrol Eagles | Armata Brancaleone           | Tori Seduti        |
| 2023-24  | South-Tyrol Eagles | Armata Brancaleone           | Tori Seduti        |
| 2024-25  | South-Tyrol Eagles | Western Para Ice Hockey Team |                    |